# Сована
Сована (итал. Sovana) је насеље у Италији у округу Гросето, региону Тоскана.
Према процени из 2011. у насељу је живело 138 становника. Насеље се налази на надморској висини од 292 м.